# Danh sách cầu thủ tham dự giải vô địch bóng đá U-17 thế giới 2015
Dưới đây là danh sách các đội hình tham dự Giải vô địch bóng đá U-17 thế giới 2015.
Mỗi đội phải đăng ký danh sách 21 cầu thủ (3 trong số đó phải là thủ môn) trước hạn cuối của FIFA. Đội hình được công bố vào ngày 8 tháng 10 năm 2015.
Tất cả các cầu thủ tham gia đều phải sinh trong hoặc sau ngày 1 tháng 1 năm 1998. Các cầu thủ được in đậm từng thi đấu cho đội tuyển quốc gia.

## Bảng A

### Chile
Huấn luyện viên:  Miguel Ponce
| Số | VT | Cầu thủ           | Ngày sinh (tuổi)            | Trận | Bàn | Câu lạc bộ                |
| -- | -- | ----------------- | --------------------------- | ---- | --- | ------------------------- |
| 1  | TM | Luis Ureta        | 8 tháng 3, 1999 (16 tuổi)   |      |     | O'Higgins                 |
| 2  | HV | Simón Ramírez     | 3 tháng 11, 1998 (16 tuổi)  |      |     | Huachipato                |
| 3  | HV | Fabián Monilla    | 20 tháng 5, 1998 (17 tuổi)  |      |     | Universidad Católica      |
| 4  | TV | Manuel Reyes      | 8 tháng 1, 1998 (17 tuổi)   |      |     | Universidad Católica      |
| 5  | HV | Diego González    | 29 tháng 4, 1998 (17 tuổi)  |      |     | O'Higgins                 |
| 6  | TV | Ignacio Saavedra  | 12 tháng 1, 1999 (16 tuổi)  |      |     | Universidad Católica      |
| 7  | TV | Gonzalo Jara      | 1 tháng 12, 1998 (16 tuổi)  |      |     | Universidad Católica      |
| 8  | TV | Yerko Leiva       | 14 tháng 6, 1998 (17 tuổi)  |      |     | Universidad de Chile      |
| 9  | TĐ | Gabriel Mazuela   | 30 tháng 1, 1999 (16 tuổi)  |      |     | Universidad de Chile      |
| 10 | TV | Marcelo Allende   | 7 tháng 4, 1999 (16 tuổi)   |      |     | Cobreloa                  |
| 11 | TĐ | Mathias Pinto     | 13 tháng 7, 1998 (17 tuổi)  |      |     | Universidad de Chile      |
| 12 | TM | Ignacio Azúa      | 23 tháng 6, 1998 (17 tuổi)  |      |     | Universidad de Chile      |
| 13 | HV | Camilo Moya       | 19 tháng 2, 1998 (17 tuổi)  |      |     | Universidad de Chile      |
| 14 | TV | Luciano Díaz      | 8 tháng 5, 1998 (17 tuổi)   |      |     | Colo-Colo                 |
| 15 | TV | René Meléndez     | 19 tháng 11, 1998 (16 tuổi) |      |     | Audax Italiano            |
| 16 | TV | Brian Leiva       | 21 tháng 2, 1998 (17 tuổi)  |      |     | Universidad Católica      |
| 17 | HV | Diego Soto        | 22 tháng 10, 1998 (16 tuổi) |      |     | Universidad de Concepción |
| 18 | TĐ | Walter Ponce      | 4 tháng 3, 1998 (17 tuổi)   |      |     | Deportivo Palestino       |
| 19 | TĐ | Luis Salas        | 30 tháng 3, 1998 (17 tuổi)  |      |     | Colo-Colo                 |
| 20 | HV | Juan José Soriano | 12 tháng 1, 1998 (17 tuổi)  |      |     | Universidad Católica      |
| 21 | TM | Zacarías López    | 30 tháng 6, 1998 (17 tuổi)  |      |     | San Marcos de Arica       |

### Croatia
Huấn luyện viên:  Dario Bašić
| Số | VT | Cầu thủ          | Ngày sinh (tuổi)            | Trận | Bàn | Câu lạc bộ    |
| -- | -- | ---------------- | --------------------------- | ---- | --- | ------------- |
| 1  | TM | Adrian Šemper    | 12 tháng 1, 1998 (17 tuổi)  |      |     | Dinamo Zagreb |
| 2  | HV | Matej Hudećek    | 27 tháng 12, 1998 (16 tuổi) |      |     | Dinamo Zagreb |
| 3  | HV | Borna Sosa       | 21 tháng 1, 1998 (17 tuổi)  |      |     | Dinamo Zagreb |
| 4  | HV | Martin Erlić     | 24 tháng 1, 1998 (17 tuổi)  |      |     | Sassuolo      |
| 5  | HV | Branimir Kalaica | 1 tháng 6, 1998 (17 tuổi)   |      |     | Dinamo Zagreb |
| 6  | HV | Vinko Soldo      | 15 tháng 2, 1998 (17 tuổi)  |      |     | Dinamo Zagreb |
| 7  | TV | Josip Brekalo    | 23 tháng 6, 1998 (17 tuổi)  |      |     | Dinamo Zagreb |
| 8  | TV | Neven Đurasek    | 15 tháng 8, 1998 (17 tuổi)  |      |     | Dinamo Zagreb |
| 9  | TĐ | Karlo Majić      | 3 tháng 3, 1998 (17 tuổi)   |      |     | Dinamo Zagreb |
| 10 | TV | Nikola Moro      | 12 tháng 3, 1998 (17 tuổi)  |      |     | Dinamo Zagreb |
| 11 | TV | Davor Lovren     | 3 tháng 10, 1998 (17 tuổi)  |      |     | Dinamo Zagreb |
| 12 | TM | Bruno Šutalo     | 23 tháng 5, 1998 (17 tuổi)  |      |     | Hajduk Split  |
| 13 | TV | Luka Ivanušec    | 26 tháng 11, 1998 (16 tuổi) |      |     | Lokomotiva    |
| 14 | HV | Marin Karamarko  | 14 tháng 4, 1998 (17 tuổi)  |      |     | OSK Otok      |
| 15 | HV | Marin Šverko     | 4 tháng 2, 1998 (17 tuổi)   |      |     | Karlsruher SC |
| 16 | HV | Marko Đira       | 5 tháng 5, 1999 (16 tuổi)   |      |     | Dinamo Zagreb |
| 17 | TĐ | Matko Babić      | 28 tháng 7, 1998 (17 tuổi)  |      |     | Lokomotiva    |
| 18 | HV | Luka Pasariček   | 12 tháng 3, 1998 (17 tuổi)  |      |     | Dinamo Zagreb |
| 19 | TĐ | Ivan Delić       | 29 tháng 9, 1998 (17 tuổi)  |      |     | Hajduk Split  |
| 20 | TV | Dino Halilović   | 8 tháng 2, 1998 (17 tuổi)   |      |     | Udinese       |
| 21 | TM | Ivan Nevistić    | 31 tháng 7, 1998 (17 tuổi)  |      |     | Rijeka        |

### Nigeria
Huấn luyện viên:  Emmanuel Amunike

| Số | VT | Cầu thủ                | Ngày sinh (tuổi)            | Trận | Bàn | Câu lạc bộ           |
| -- | -- | ---------------------- | --------------------------- | ---- | --- | -------------------- |
| 1  | TM | Akpan David Udoh       | 18 tháng 7, 1999 (16 tuổi)  |      |     | Remo Academy         |
| 2  | HV | Lazarus John           | 6 tháng 6, 1998 (17 tuổi)   |      |     | Fosla Academy        |
| 3  | HV | Tobechukwu Ibe         | 17 tháng 6, 1998 (17 tuổi)  |      |     | Siaone Academy       |
| 4  | TV | David Enogela          | 4 tháng 2, 1998 (17 tuổi)   |      |     | Young Stars FC       |
| 5  | HV | Zakari Lukman Hilaru   | 23 tháng 12, 1998 (16 tuổi) |      |     | Unity Academy        |
| 6  | TV | Kingsley Michael       | 26 tháng 8, 1999 (16 tuổi)  |      |     | Abuja                |
| 7  | TĐ | Funsho Bamgboye        | 9 tháng 1, 1999 (16 tuổi)   |      |     | Aspire Academy       |
| 8  | TV | Samuel Chukwueze       | 22 tháng 5, 1999 (16 tuổi)  |      |     | Diamond Academy      |
| 9  | TĐ | Victor Osimhen         | 29 tháng 12, 1998 (16 tuổi) |      |     | Ultimate Strikers FC |
| 10 | TV | Kelechi Nwakali        | 5 tháng 6, 1998 (17 tuổi)   |      |     | ASJ Academy          |
| 11 | TV | Chinedu Madueke        | 5 tháng 8, 1998 (17 tuổi)   |      |     | Virgin Kids FC       |
| 12 | TV | Chukwudi Agor          | 26 tháng 11, 1998 (16 tuổi) |      |     | ASJ Academy          |
| 13 | TV | Joel Osikel            | 17 tháng 6, 1998 (17 tuổi)  |      |     | Young Eleven FC      |
| 14 | HV | Ejike Ikwu             | 15 tháng 2, 1999 (16 tuổi)  |      |     | Starplus FC          |
| 15 | TĐ | Udochukwu Anumudu      | 9 tháng 10, 1998 (17 tuổi)  |      |     | Enyi Academy         |
| 16 | TM | Amos Innocent Benjamin | 22 tháng 12, 1998 (16 tuổi) |      |     | Abuja                |
| 17 | TĐ | Christian Ebere        | 4 tháng 4, 1998 (17 tuổi)   |      |     | ASJ Academy          |
| 18 | TV | Edidiong Essien        | 26 tháng 11, 1999 (15 tuổi) |      |     | Rapture Academy      |
| 19 | TĐ | Sunday Alimi           | 7 tháng 10, 1999 (16 tuổi)  |      |     | Topworld FC          |
| 20 | TĐ | Orji Okwonkwo          | 19 tháng 1, 1998 (17 tuổi)  |      |     | Abuja                |
| 21 | TM | Chisom Chiaha          | 2 tháng 2, 1998 (17 tuổi)   |      |     | Apapa Golden Stars   |

### Hoa Kỳ
Huấn luyện viên:  Richie Williams
| Số | VT | Cầu thủ           | Ngày sinh (tuổi)            | Trận | Bàn | Câu lạc bộ                  |
| -- | -- | ----------------- | --------------------------- | ---- | --- | --------------------------- |
| 1  | TM | Will Pulisic      | 16 tháng 4, 1998 (17 tuổi)  |      |     | Richmond United             |
| 2  | HV | Matthew Olosunde  | 7 tháng 3, 1998 (17 tuổi)   |      |     | New York Red Bulls          |
| 3  | HV | John Nelson       | 11 tháng 7, 1998 (17 tuổi)  |      |     | Internationals              |
| 4  | HV | Auston Trusty     | 12 tháng 8, 1998 (17 tuổi)  |      |     | Philadelphia Union          |
| 5  | HV | Hugo Arellano     | 5 tháng 3, 1998 (17 tuổi)   |      |     | LA Galaxy                   |
| 6  | TV | Eric Calvillo     | 2 tháng 1, 1998 (17 tuổi)   |      |     | Real So Cal                 |
| 7  | TĐ | Haji Wright       | 27 tháng 3, 1998 (17 tuổi)  |      |     | New York Cosmos             |
| 8  | TV | Luca de la Torre  | 23 tháng 5, 1998 (17 tuổi)  |      |     | Fulham                      |
| 9  | TĐ | Joe Gallardo      | 1 tháng 1, 1998 (17 tuổi)   |      |     | Monterrey                   |
| 10 | TV | Christian Pulisic | 18 tháng 9, 1998 (17 tuổi)  |      |     | Borussia Dortmund           |
| 11 | TĐ | Joshua Pérez      | 21 tháng 1, 1998 (17 tuổi)  |      |     | Fiorentina                  |
| 12 | TM | Kevin Silva       | 5 tháng 1, 1998 (17 tuổi)   |      |     | Players Development Academy |
| 13 | HV | Alexis Velela     | 17 tháng 4, 1998 (17 tuổi)  |      |     | San Diego Surf              |
| 14 | HV | Tanner Dieterich  | 4 tháng 5, 1998 (17 tuổi)   |      |     | Real Salt Lake              |
| 15 | HV | Danny Barbir      | 31 tháng 1, 1998 (17 tuổi)  |      |     | West Bromwich Albion        |
| 16 | TV | Thomas McCabe     | 4 tháng 4, 1998 (17 tuổi)   |      |     | Players Development Academy |
| 17 | TĐ | Pierre Da Silva   | 28 tháng 7, 1998 (17 tuổi)  |      |     | Orlando City                |
| 18 | HV | Tyler Adams       | 14 tháng 2, 1999 (16 tuổi)  |      |     | New York Red Bulls II       |
| 19 | TĐ | Brandon Vazquez   | 14 tháng 10, 1998 (17 tuổi) |      |     | Tijuana                     |
| 20 | TV | Alex Zendejas     | 7 tháng 2, 1998 (17 tuổi)   |      |     | FC Dallas                   |
| 21 | TM | Eric Lopez        | 5 tháng 3, 1999 (16 tuổi)   |      |     | LA Galaxy                   |

## Bảng B

### Brasil
Huấn luyện viên:  Carlos Amadeu
| Số | VT | Cầu thủ         | Ngày sinh (tuổi)            | Trận | Bàn | Câu lạc bộ          |
| -- | -- | --------------- | --------------------------- | ---- | --- | ------------------- |
| 1  | TM | Juliano         | 14 tháng 3, 1998 (17 tuổi)  |      |     | Atlético Paranaense |
| 2  | HV | Kléber          | 2 tháng 8, 1998 (17 tuổi)   |      |     | Flamengo            |
| 3  | HV | Ronaldo         | 12 tháng 1, 1998 (17 tuổi)  |      |     | Cruzeiro            |
| 4  | HV | Léo Santos      | 9 tháng 12, 1998 (16 tuổi)  |      |     | Corinthians         |
| 5  | TV | Igor Liziero    | 7 tháng 2, 1998 (17 tuổi)   |      |     | São Paulo           |
| 6  | HV | Rogério         | 13 tháng 1, 1998 (17 tuổi)  |      |     | Internacional       |
| 7  | TĐ | Leandrinho      | 11 tháng 10, 1998 (17 tuổi) |      |     | Ponte Preta         |
| 8  | TV | Andrey          | 15 tháng 2, 1998 (17 tuổi)  |      |     | Vasco da Gama       |
| 9  | TĐ | Luís Henrique   | 17 tháng 3, 1998 (17 tuổi)  |      |     | Botafogo            |
| 10 | TĐ | Evander         | 9 tháng 6, 1998 (17 tuổi)   |      |     | Vasco da Gama       |
| 11 | TV | Lincoln         | 7 tháng 11, 1998 (16 tuổi)  |      |     | Grêmio              |
| 12 | TM | Lucas Romão     | 29 tháng 1, 1998 (17 tuổi)  |      |     | Cruzeiro            |
| 13 | HV | Dodô            | 17 tháng 11, 1998 (16 tuổi) |      |     | Coritiba            |
| 14 | HV | Éder Militão    | 18 tháng 1, 1998 (17 tuổi)  |      |     | São Paulo           |
| 15 | HV | Zé Marcos       | 1 tháng 2, 1998 (17 tuổi)   |      |     | Atlético Paranaense |
| 16 | TV | Guilherme       | 12 tháng 7, 1998 (17 tuổi)  |      |     | Santos              |
| 17 | TV | Geovane         | 15 tháng 5, 1998 (17 tuổi)  |      |     | Vitória             |
| 18 | TV | Matheuzinho     | 11 tháng 2, 1998 (17 tuổi)  |      |     | América-MG          |
| 19 | TĐ | Arthur          | 3 tháng 7, 1998 (17 tuổi)   |      |     | Santos              |
| 20 | TĐ | Eron            | 16 tháng 7, 1998 (17 tuổi)  |      |     | Vitória             |
| 21 | TM | Gabriel Batista | 3 tháng 6, 1998 (17 tuổi)   |      |     | Flamengo            |

### Anh
Huấn luyện viên:  Neil Dewsnip
| Số | VT | Cầu thủ                | Ngày sinh (tuổi)            | Trận | Bàn | Câu lạc bộ        |
| -- | -- | ---------------------- | --------------------------- | ---- | --- | ----------------- |
| 1  | TM | Paul Woolston          | 14 tháng 8, 1998 (17 tuổi)  |      |     | Newcastle United  |
| 2  | HV | James Yates            | 3 tháng 4, 1998 (17 tuổi)   |      |     | Everton           |
| 3  | HV | Jay Dasilva            | 22 tháng 4, 1998 (17 tuổi)  |      |     | Chelsea           |
| 4  | TV | Tom Davies             | 30 tháng 6, 1998 (17 tuổi)  |      |     | Everton           |
| 5  | HV | Danny Collinge         | 9 tháng 4, 1998 (17 tuổi)   |      |     | VfB Stuttgart     |
| 6  | HV | Ro-Shaun Williams      | 3 tháng 9, 1998 (17 tuổi)   |      |     | Manchester United |
| 7  | TV | Will Patching          | 18 tháng 10, 1998 (16 tuổi) |      |     | Manchester City   |
| 8  | TV | Marcus Wood            | 12 tháng 2, 1998 (17 tuổi)  |      |     | Manchester City   |
| 9  | TĐ | Kaylen Hinds           | 28 tháng 1, 1998 (17 tuổi)  |      |     | Arsenal           |
| 10 | TV | Marcus Edwards         | 20 tháng 12, 1998 (16 tuổi) |      |     | Tottenham Hotspur |
| 11 | TV | Chris Willock          | 31 tháng 1, 1998 (17 tuổi)  |      |     | Arsenal           |
| 12 | HV | Tayo Edun              | 14 tháng 5, 1998 (17 tuổi)  |      |     | Fulham            |
| 13 | TM | Will Huffer            | 30 tháng 10, 1998 (16 tuổi) |      |     | Leeds United      |
| 14 | TV | Trent Alexander-Arnold | 7 tháng 10, 1998 (17 tuổi)  |      |     | Liverpool         |
| 15 | HV | Easah Suliman          | 26 tháng 1, 1998 (17 tuổi)  |      |     | Aston Villa       |
| 16 | TĐ | Stephy Mavididi        | 31 tháng 5, 1998 (17 tuổi)  |      |     | Arsenal           |
| 17 | TĐ | Kazaiah Sterling       | 9 tháng 11, 1998 (16 tuổi)  |      |     | Tottenham Hotspur |
| 18 | TV | Herbie Kane            | 23 tháng 11, 1998 (16 tuổi) |      |     | Liverpool         |
| 19 | TĐ | Ike Ugbo               | 12 tháng 9, 1998 (17 tuổi)  |      |     | Chelsea           |
| 20 | TĐ | Rushian Hepburn-Murphy | 24 tháng 8, 1998 (17 tuổi)  |      |     | Aston Villa       |
| 21 | TM | Alfie Whiteman         | 2 tháng 10, 1998 (17 tuổi)  |      |     | Tottenham Hotspur |

### Guinée
Huấn luyện viên:  Hamidou Camara
| Số | VT | Cầu thủ           | Ngày sinh (tuổi)            | Trận | Bàn | Câu lạc bộ          |
| -- | -- | ----------------- | --------------------------- | ---- | --- | ------------------- |
| 1  | TM | Moussa Camara     | 27 tháng 11, 1998 (16 tuổi) |      |     | Milo FC             |
| 2  | HV | Mohamed Kourouma  | 8 tháng 3, 1998 (17 tuổi)   |      |     | Alde & Action       |
| 3  | HV | Fodé Camara       | 17 tháng 4, 1998 (17 tuổi)  |      |     | Cefomig             |
| 4  | HV | Moussa Soumah     | 1 tháng 1, 1998 (17 tuổi)   |      |     | Cefomig             |
| 5  | HV | Mohamed Camara    | 1 tháng 11, 1998 (16 tuổi)  |      |     | Fello Star          |
| 6  | TV | Alseny Soumah     | 16 tháng 5, 1998 (17 tuổi)  |      |     | FC Attouga          |
| 7  | TV | Morlaye Sylla     | 27 tháng 7, 1998 (17 tuổi)  |      |     | Espoirs Tanene      |
| 8  | TV | Augustin Bangoura | 25 tháng 8, 1999 (16 tuổi)  |      |     | AS Saint-Etienne    |
| 9  | TĐ | Karim Conté       | 13 tháng 6, 1998 (17 tuổi)  |      |     | Aspire Academy      |
| 10 | TĐ | Naby Bangoura     | 19 tháng 3, 1998 (17 tuổi)  |      |     | Falessade           |
| 11 | TV | Jules Keïta       | 20 tháng 7, 1998 (17 tuổi)  |      |     | FC Attouga          |
| 12 | HV | Amine Traoré      | 15 tháng 1, 1999 (16 tuổi)  |      |     | FC Yaya             |
| 13 | TV | Ives Camara       | 17 tháng 5, 1999 (16 tuổi)  |      |     | FC Attouga          |
| 14 | TĐ | Yamadou Touré     | 5 tháng 8, 1998 (17 tuổi)   |      |     | Alde & Action       |
| 15 | TV | Alhassane Soumah  | 23 tháng 10, 1999 (15 tuổi) |      |     | Aspire Academy      |
| 16 | TM | Djibril Yattara   | 10 tháng 3, 1998 (17 tuổi)  |      |     | Athlético de Coléah |
| 17 | HV | Aboubacar Touré   | 14 tháng 6, 1998 (17 tuổi)  |      |     | Academie Kabassan   |
| 18 | TV | Junior Doumbouya  | 16 tháng 2, 1999 (16 tuổi)  |      |     | Horoya AC           |
| 19 | TĐ | Sam Diallo        | 28 tháng 4, 1998 (17 tuổi)  |      |     | FC Attouga          |
| 20 | TĐ | Ousmane Camara    | 28 tháng 12, 1998 (16 tuổi) |      |     | FC Attouga          |
| 21 | TM | Fodé Conté        | 15 tháng 3, 1998 (17 tuổi)  |      |     | AS Bora             |

### Hàn Quốc
Huấn luyện viên:  Choi Jin-cheul
| Số | VT | Cầu thủ         | Ngày sinh (tuổi)            | Trận | Bàn | Câu lạc bộ              |
| -- | -- | --------------- | --------------------------- | ---- | --- | ----------------------- |
| 1  | TM | Ahn Joon-soo    | 28 tháng 1, 1998 (17 tuổi)  |      |     | Uijeongbu FC            |
| 2  | HV | Park Myeong-su  | 11 tháng 1, 1998 (17 tuổi)  |      |     | Incheon United          |
| 3  | HV | Park Dae-won    | 25 tháng 2, 1998 (17 tuổi)  |      |     | Suwon Samsung Bluewings |
| 4  | HV | Lee Sang-min    | 1 tháng 1, 1998 (17 tuổi)   |      |     | Ulsan Hyundai           |
| 5  | HV | Choi Jae-young  | 18 tháng 3, 1998 (17 tuổi)  |      |     | Pohang Steelers         |
| 6  | TV | Jang Jae-won    | 21 tháng 4, 1998 (17 tuổi)  |      |     | Ulsan Hyundai           |
| 7  | TV | Park Sang-hyeok | 20 tháng 4, 1998 (17 tuổi)  |      |     | Suwon Samsung Bluewings |
| 8  | TĐ | Lee Sang-heon   | 26 tháng 2, 1998 (17 tuổi)  |      |     | Ulsan Hyundai           |
| 9  | TĐ | You Ju-an       | 1 tháng 10, 1998 (17 tuổi)  |      |     | Suwon Samsung Bluewings |
| 10 | TĐ | Lee Seung-woo   | 6 tháng 1, 1998 (17 tuổi)   |      |     | Barcelona B             |
| 11 | TV | Cha Oh-yeon     | 15 tháng 4, 1998 (17 tuổi)  |      |     | FC Seoul                |
| 12 | HV | Hwang Tae-hyeon | 29 tháng 1, 1999 (16 tuổi)  |      |     | Jeonnam Dragons         |
| 13 | TV | Yu Seung-min    | 24 tháng 9, 1998 (17 tuổi)  |      |     | Jeonbuk Hyundai Motors  |
| 14 | TV | Kim Jin-ya      | 30 tháng 6, 1998 (17 tuổi)  |      |     | Incheon United          |
| 15 | HV | Kim Seung-woo   | 25 tháng 3, 1998 (17 tuổi)  |      |     | Boin High School        |
| 16 | HV | Yoon Jong-gyu   | 20 tháng 3, 1998 (17 tuổi)  |      |     | Shingal High School     |
| 17 | TV | Kim Jung-min    | 13 tháng 11, 1999 (15 tuổi) |      |     | Gwangju FC              |
| 18 | TM | Lee Joon-seo    | 7 tháng 3, 1998 (17 tuổi)   |      |     | FC Seoul                |
| 19 | HV | Lee Seung-mo    | 30 tháng 3, 1998 (17 tuổi)  |      |     | Pohang Steelers         |
| 20 | TĐ | Oh Se-hun       | 15 tháng 1, 1999 (16 tuổi)  |      |     | Ulsan Hyundai           |
| 21 | TM | Lee Ju-hyun     | 6 tháng 12, 1998 (16 tuổi)  |      |     | Tongjin High School     |

## Bảng C

### Argentina
Huấn luyện viên:  Miguel Ángel Lemme
| Số | VT | Cầu thủ                 | Ngày sinh (tuổi)            | Trận | Bàn | Câu lạc bộ           |
| -- | -- | ----------------------- | --------------------------- | ---- | --- | -------------------- |
| 1  | TM | Franco Petroli          | 11 tháng 6, 1998 (17 tuổi)  |      |     | River Plate          |
| 2  | HV | Julián Ferreyra         | 22 tháng 4, 1998 (17 tuổi)  |      |     | Argentinos Juniors   |
| 3  | HV | Luis Olivera            | 24 tháng 10, 1998 (16 tuổi) |      |     | River Plate          |
| 4  | HV | Matías Escudero         | 27 tháng 12, 1998 (16 tuổi) |      |     | Racing Club          |
| 5  | TV | Julián Chicco           | 13 tháng 1, 1998 (17 tuổi)  |      |     | Boca Juniors         |
| 6  | HV | Facundo Pardo           | 12 tháng 8, 1998 (17 tuổi)  |      |     | Newell's Old Boys    |
| 7  | TV | Gianluca Mancuso        | 3 tháng 2, 1998 (17 tuổi)   |      |     | Vélez Sarsfield      |
| 8  | TV | Pablo Enrique Ruíz      | 20 tháng 12, 1998 (16 tuổi) |      |     | San Lorenzo          |
| 9  | TĐ | Federico Vietto         | 30 tháng 3, 1998 (17 tuổi)  |      |     | Racing Club          |
| 10 | TV | Exequiel Palacios       | 5 tháng 10, 1998 (17 tuổi)  |      |     | River Plate          |
| 11 | TĐ | Lucas Ferraz Vila       | 18 tháng 2, 1998 (17 tuổi)  |      |     | River Plate          |
| 12 | TM | Federico Bonansea       | 13 tháng 3, 1998 (17 tuổi)  |      |     | Belgrano             |
| 13 | HV | Héctor David Martínez   | 21 tháng 1, 1998 (17 tuổi)  |      |     | River Plate          |
| 14 | HV | Tiago Ruíz Díaz         | 24 tháng 7, 1998 (17 tuổi)  |      |     | Newell's Old Boys    |
| 15 | HV | Juan Antonio Di Lorenzo | 6 tháng 7, 1998 (17 tuổi)   |      |     | Independiente        |
| 16 | TV | Lucas Pizzatti          | 13 tháng 9, 1998 (17 tuổi)  |      |     | Argentinos Juniors   |
| 17 | TĐ | Germán Berterame        | 13 tháng 11, 1998 (16 tuổi) |      |     | San Lorenzo          |
| 18 | TĐ | Tomás Conechny          | 30 tháng 3, 1998 (17 tuổi)  |      |     | San Lorenzo          |
| 19 | TĐ | Matias Roskopf          | 14 tháng 1, 1998 (17 tuổi)  |      |     | Boca Juniors         |
| 20 | TĐ | Ricardo Rodríguez       | 10 tháng 5, 1998 (17 tuổi)  |      |     | Universidad Católica |
| 21 | TM | Marcos Peano            | 15 tháng 10, 1998 (17 tuổi) |      |     | Unión                |

### Úc
Huấn luyện viên: Tony Vidmar
| Số | VT | Cầu thủ            | Ngày sinh (tuổi)            | Trận | Bàn | Câu lạc bộ             |
| -- | -- | ------------------ | --------------------------- | ---- | --- | ---------------------- |
| 1  | TM | Duro Dragicevic    | 7 tháng 7, 1999 (16 tuổi)   |      |     | FFA COE                |
| 2  | HV | Malcolm Ward       | 26 tháng 8, 1999 (16 tuổi)  |      |     | FFA COE                |
| 3  | HV | Aaron Reardon      | 11 tháng 3, 1999 (16 tuổi)  |      |     | FFA COE                |
| 4  | HV | Kye Rowles         | 19 tháng 5, 1998 (17 tuổi)  |      |     | FFA COE                |
| 5  | TV | Jackson Bandiera   | 16 tháng 4, 1998 (17 tuổi)  |      |     | FFA COE                |
| 6  | TV | Joe Caletti        | 14 tháng 9, 1998 (17 tuổi)  |      |     | FFA COE                |
| 7  | TV | Panos Armenakas    | 5 tháng 8, 1998 (17 tuổi)   |      |     | Udinese                |
| 8  | TV | Jake Brimmer       | 3 tháng 4, 1998 (17 tuổi)   |      |     | Liverpool              |
| 9  | TĐ | Pierce Waring      | 18 tháng 11, 1998 (16 tuổi) |      |     | Melbourne Victory      |
| 10 | TV | Josh Hope          | 7 tháng 1, 1998 (17 tuổi)   |      |     | FFA COE                |
| 11 | TĐ | Lucas Derrick      | 3 tháng 11, 1998 (16 tuổi)  |      |     | Melbourne Victory      |
| 12 | TM | Nicholas Sorras    | 15 tháng 6, 1998 (17 tuổi)  |      |     | Central Coast Mariners |
| 13 | TĐ | Thomas Prinsen     | 1 tháng 5, 1999 (16 tuổi)   |      |     | PEC Zwolle             |
| 14 | TV | Joshua Laws        | 26 tháng 2, 1998 (17 tuổi)  |      |     | Fortuna Düsseldorf     |
| 15 | TĐ | Cameron Joice      | 21 tháng 9, 1998 (17 tuổi)  |      |     | FFA COE                |
| 16 | HV | Jonathan Vakirtzis | 12 tháng 4, 1998 (17 tuổi)  |      |     | Melbourne Victory      |
| 17 | TV | Nicholas Panetta   | 22 tháng 4, 1998 (17 tuổi)  |      |     | FFA COE                |
| 18 | TM | James Delianov     | 20 tháng 10, 1999 (15 tuổi) |      |     | FFA COE                |
| 19 | TV | Charlie Devereux   | 31 tháng 3, 1998 (17 tuổi)  |      |     | FFA COE                |
| 20 | HV | Perry Fotakopoulos | 6 tháng 9, 1998 (17 tuổi)   |      |     | FFA COE                |
| 21 | TĐ | Daniel Arzani      | 4 tháng 1, 1999 (16 tuổi)   |      |     | FFA COE                |

### Đức
Huấn luyện viên:  Christian Wück
| Số | VT | Cầu thủ             | Ngày sinh (tuổi)           | Trận | Bàn | Câu lạc bộ        |
| -- | -- | ------------------- | -------------------------- | ---- | --- | ----------------- |
| 1  | TM | Constantin Frommann | 27 tháng 5, 1998 (17 tuổi) |      |     | SC Freiburg       |
| 2  | TV | Felix Passlack      | 29 tháng 5, 1998 (17 tuổi) |      |     | Borussia Dortmund |
| 3  | HV | Dženis Burnić       | 22 tháng 5, 1998 (17 tuổi) |      |     | Borussia Dortmund |
| 4  | TV | Gökhan Gül          | 17 tháng 7, 1998 (17 tuổi) |      |     | VfL Bochum        |
| 5  | HV | Erdinc Karakas      | 23 tháng 3, 1998 (17 tuổi) |      |     | VfL Bochum        |
| 6  | HV | Joel Abu Hanna      | 22 tháng 1, 1998 (17 tuổi) |      |     | Bayer Leverkusen  |
| 7  | TV | Dennis Geiger       | 10 tháng 6, 1998 (17 tuổi) |      |     | 1899 Hoffenheim   |
| 8  | TV | Niklas Dorsch       | 15 tháng 1, 1998 (17 tuổi) |      |     | Bayern Munich     |
| 9  | TĐ | Johannes Eggestein  | 8 tháng 5, 1998 (17 tuổi)  |      |     | Werder Bremen     |
| 10 | TV | Niklas Schmidt      | 1 tháng 3, 1998 (17 tuổi)  |      |     | Werder Bremen     |
| 11 | TĐ | Mats Köhlert        | 2 tháng 5, 1998 (17 tuổi)  |      |     | Hamburger SV      |
| 12 | TM | Markus Schubert     | 12 tháng 6, 1998 (17 tuổi) |      |     | Dynamo Dresden    |
| 13 | HV | Daniel Nesseler     | 15 tháng 3, 1998 (17 tuổi) |      |     | Bayer Leverkusen  |
| 14 | TV | Görkem Sağlam       | 11 tháng 4, 1998 (17 tuổi) |      |     | VfL Bochum        |
| 15 | TV | Salih Özcan         | 11 tháng 1, 1998 (17 tuổi) |      |     | 1. FC Köln        |
| 16 | HV | Dominik Franke      | 5 tháng 10, 1998 (17 tuổi) |      |     | RB Leipzig        |
| 17 | HV | Enes Akyol          | 16 tháng 2, 1998 (17 tuổi) |      |     | Hertha BSC        |
| 18 | HV | Jonas Busam         | 3 tháng 5, 1998 (17 tuổi)  |      |     | SC Freiburg       |
| 19 | TĐ | Meris Skenderović   | 28 tháng 3, 1998 (17 tuổi) |      |     | 1899 Hoffenheim   |
| 20 | TV | Vitaly Janelt       | 10 tháng 5, 1998 (17 tuổi) |      |     | RB Leipzig        |
| 21 | TM | Finn Dahmen         | 27 tháng 3, 1998 (17 tuổi) |      |     | Mainz 05          |

### México
Huấn luyện viên:  Mario Alberto Arteaga
| Số | VT | Cầu thủ            | Ngày sinh (tuổi)           | Trận | Bàn | Câu lạc bộ    |
| -- | -- | ------------------ | -------------------------- | ---- | --- | ------------- |
| 1  | TM | Joel García        | 12 tháng 4, 1998 (17 tuổi) |      |     | Santos Laguna |
| 2  | HV | Diego Cortés       | 18 tháng 6, 1998 (17 tuổi) |      |     | Guadalajara   |
| 3  | HV | Joaquín Esquivel   | 7 tháng 1, 1998 (17 tuổi)  |      |     | Zacatecas     |
| 4  | HV | Francisco Venegas  | 16 tháng 7, 1998 (17 tuổi) |      |     | Pachuca       |
| 5  | HV | Ulises Torres      | 17 tháng 2, 1998 (17 tuổi) |      |     | América       |
| 6  | TV | Alan Cervantes     | 17 tháng 1, 1998 (17 tuổi) |      |     | Guadalajara   |
| 7  | HV | Edwin Lara         | 8 tháng 9, 1999 (16 tuổi)  |      |     | Pachuca       |
| 8  | TV | Pablo López        | 7 tháng 1, 1998 (17 tuổi)  |      |     | Pachuca       |
| 9  | TĐ | Eduardo Aguirre    | 3 tháng 8, 1998 (17 tuổi)  |      |     | Santos Laguna |
| 10 | TĐ | Claudio Zamudio    | 30 tháng 3, 1998 (17 tuổi) |      |     | Morelia       |
| 11 | TV | Kevin Magaña       | 1 tháng 2, 1998 (17 tuổi)  |      |     | Guadalajara   |
| 12 | TM | Fernando Hernández | 2 tháng 1, 1998 (17 tuổi)  |      |     | Monterrey     |
| 13 | HV | Bryan Salazar      | 25 tháng 2, 1998 (17 tuổi) |      |     | Guadalajara   |
| 14 | HV | Brayton Vázquez    | 5 tháng 5, 1998 (17 tuổi)  |      |     | Atlas         |
| 15 | TV | Kevin Lara         | 18 tháng 4, 1998 (17 tuổi) |      |     | Santos Laguna |
| 16 | TV | Javier Ibarra      | 6 tháng 2, 1998 (17 tuổi)  |      |     | Monterrey     |
| 17 | TV | Nahum Gómez        | 19 tháng 1, 1998 (17 tuổi) |      |     | Pachuca       |
| 18 | TV | Fernando Escalante | 6 tháng 1, 1998 (17 tuổi)  |      |     | Pachuca       |
| 19 | TĐ | Ricardo Marín      | 18 tháng 3, 1998 (17 tuổi) |      |     | América       |
| 20 | TĐ | José Gurrola       | 15 tháng 4, 1998 (17 tuổi) |      |     | Guadalajara   |
| 21 | TM | Abraham Romero     | 18 tháng 2, 1998 (17 tuổi) |      |     | LA Galaxy     |

## Bảng D

### Bỉ
Huấn luyện viên:  Bob Browaeys
| Số | VT | Cầu thủ                | Ngày sinh (tuổi)            | Trận | Bàn | Câu lạc bộ    |
| -- | -- | ---------------------- | --------------------------- | ---- | --- | ------------- |
| 1  | TM | Jens Teunckens         | 30 tháng 1, 1998 (17 tuổi)  |      |     | Club Brugge   |
| 2  | HV | Kino Delorge           | 5 tháng 1, 1998 (17 tuổi)   |      |     | Genk          |
| 3  | TV | Rubin Seigers          | 11 tháng 1, 1998 (17 tuổi)  |      |     | Genk          |
| 4  | HV | Wout Faes              | 3 tháng 4, 1998 (17 tuổi)   |      |     | Anderlecht    |
| 5  | HV | Christophe Janssens    | 9 tháng 3, 1998 (17 tuổi)   |      |     | Club Brugge   |
| 6  | TV | Matisse Thuys          | 24 tháng 1, 1998 (17 tuổi)  |      |     | Genk          |
| 7  | TV | Dante Vanzeir          | 16 tháng 4, 1998 (17 tuổi)  |      |     | Genk          |
| 8  | TV | Dante Rigo             | 11 tháng 12, 1998 (16 tuổi) |      |     | PSV Eindhoven |
| 9  | TĐ | Dennis Van Vaerenbergh | 26 tháng 6, 1998 (17 tuổi)  |      |     | Club Brugge   |
| 10 | TV | Alper Ademoglu         | 10 tháng 4, 1998 (17 tuổi)  |      |     | Anderlecht    |
| 11 | TV | Ismail Azzaoui         | 6 tháng 1, 1998 (17 tuổi)   |      |     | VfL Wolfsburg |
| 12 | TM | Paul Mertens           | 3 tháng 11, 1998 (16 tuổi)  |      |     | Genk          |
| 13 | HV | Dries Caignau          | 8 tháng 1, 1998 (17 tuổi)   |      |     | Gent          |
| 14 | HV | Laurent Lemoine        | 24 tháng 4, 1998 (17 tuổi)  |      |     | Club Brugge   |
| 15 | HV | Steve Ryckaert         | 29 tháng 6, 1998 (17 tuổi)  |      |     | Gent          |
| 16 | TV | Orel Mangala           | 18 tháng 3, 1998 (17 tuổi)  |      |     | Anderlecht    |
| 17 | TV | Lennerd Daneels        | 10 tháng 4, 1998 (17 tuổi)  |      |     | PSV Eindhoven |
| 18 | TV | Matthias Verreth       | 20 tháng 2, 1998 (17 tuổi)  |      |     | PSV Eindhoven |
| 19 | TĐ | Jorn Vancamp           | 28 tháng 10, 1998 (16 tuổi) |      |     | Anderlecht    |
| 20 | TĐ | Terry Osei-Berkoe      | 9 tháng 1, 1998 (17 tuổi)   |      |     | Club Brugge   |
| 21 | TM | Steph Van Cauwenberge  | 19 tháng 5, 1998 (17 tuổi)  |      |     | Club Brugge   |

### Ecuador
Huấn luyện viên:  José Rodríguez
| Số | VT | Cầu thủ           | Ngày sinh (tuổi)            | Trận | Bàn | Câu lạc bộ              |
| -- | -- | ----------------- | --------------------------- | ---- | --- | ----------------------- |
| 1  | TM | José Cevallos     | 19 tháng 3, 1998 (17 tuổi)  |      |     | LDU Quito               |
| 2  | HV | Joan Cortez       | 13 tháng 1, 1998 (17 tuổi)  |      |     | Norte América           |
| 3  | HV | Joel Quintero     | 25 tháng 9, 1998 (17 tuổi)  |      |     | Emelec                  |
| 4  | HV | Kevin Minda       | 21 tháng 11, 1998 (16 tuổi) |      |     | LDU Quito               |
| 5  | TV | Juan Nazareno     | 18 tháng 8, 1998 (17 tuổi)  |      |     | Independiente del Valle |
| 6  | HV | Jhonner Montezuma | 11 tháng 1, 1998 (17 tuổi)  |      |     | Norte América           |
| 7  | TĐ | Washington Corozo | 9 tháng 7, 1998 (17 tuổi)   |      |     | Independiente del Valle |
| 8  | TV | Janus Vivar       | 7 tháng 9, 1998 (17 tuổi)   |      |     | Norte América           |
| 9  | TĐ | Angel Vasquez     | 12 tháng 3, 1998 (17 tuổi)  |      |     | Barcelona               |
| 10 | TV | Yeison Guerrero   | 21 tháng 4, 1998 (17 tuổi)  |      |     | Independiente del Valle |
| 11 | TĐ | Jhon Pereira      | 3 tháng 9, 1998 (17 tuổi)   |      |     | Norte América           |
| 12 | TM | Gian Terreros     | 14 tháng 5, 1998 (17 tuổi)  |      |     | Barcelona               |
| 13 | TV | Byron Castillo    | 10 tháng 11, 1998 (16 tuổi) |      |     | Norte América           |
| 14 | TV | Renny Jaramillo   | 12 tháng 6, 1998 (17 tuổi)  |      |     | Independiente del Valle |
| 15 | TV | Alan Franco       | 21 tháng 8, 1998 (17 tuổi)  |      |     | Independiente del Valle |
| 16 | HV | José Flor         | 5 tháng 4, 1998 (17 tuổi)   |      |     | El Nacional             |
| 17 | HV | Pervis Estupiñan  | 21 tháng 1, 1998 (17 tuổi)  |      |     | LDU Quito               |
| 18 | TV | Peter Valencia    | 27 tháng 1, 1998 (17 tuổi)  |      |     | River Plate             |
| 19 | TĐ | Anderson Naula    | 22 tháng 6, 1998 (17 tuổi)  |      |     | LDU Loja                |
| 20 | HV | Jean Peña         | 5 tháng 3, 1998 (17 tuổi)   |      |     | El Nacional             |
| 21 | TM | Leodán Chala      | 25 tháng 1, 1998 (17 tuổi)  |      |     | El Nacional             |

### Honduras
Huấn luyện viên: José Valladares

| Số | VT | Cầu thủ          | Ngày sinh (tuổi)           | Trận | Bàn | Câu lạc bộ        |
| -- | -- | ---------------- | -------------------------- | ---- | --- | ----------------- |
| 1  | TM | Michael Perelló  | 11 tháng 7, 1998 (17 tuổi) |      |     | Platense          |
| 2  | HV | Víctor Matamoros | 8 tháng 10, 1999 (16 tuổi) |      |     | Olimpia           |
| 3  | HV | Wesly Decas      | 11 tháng 8, 1999 (16 tuổi) |      |     | Pumas             |
| 4  | HV | Denil Maldonado  | 26 tháng 3, 1998 (17 tuổi) |      |     | Motagua           |
| 5  | HV | Dylan Andrade    | 8 tháng 3, 1998 (17 tuổi)  |      |     | Platense          |
| 6  | TV | Jorge Álvarez    | 28 tháng 1, 1998 (17 tuổi) |      |     | Olimpia           |
| 7  | TĐ | Foslyn Grant     | 4 tháng 10, 1998 (17 tuổi) |      |     | Motagua           |
| 8  | TV | Erick Arias      | 30 tháng 1, 1998 (17 tuổi) |      |     | Comayagua         |
| 9  | TĐ | Darixon Vuelto   | 15 tháng 1, 1998 (17 tuổi) |      |     | Victoria          |
| 10 | TV | Jafeth Leiva     | 12 tháng 3, 1999 (16 tuổi) |      |     | Olimpia           |
| 11 | TV | Jancarlo Vargas  | 16 tháng 5, 1998 (17 tuổi) |      |     | Platense          |
| 12 | TM | Javier Delgado   | 6 tháng 11, 1998 (16 tuổi) |      |     | Honduras Progreso |
| 13 | TĐ | Óscar Castro     | 16 tháng 2, 1998 (17 tuổi) |      |     | Real España       |
| 14 | HV | Allan Rivera     | 23 tháng 3, 1998 (17 tuổi) |      |     | Real España       |
| 15 | TV | Kevin Castro     | 9 tháng 10, 1998 (17 tuổi) |      |     | Motagua           |
| 16 | HV | Gabriel Ortiz    | 9 tháng 2, 1998 (17 tuổi)  |      |     | Olimpia           |
| 17 | TV | José Galeano     | 22 tháng 2, 1998 (17 tuổi) |      |     | Parrillas One     |
| 18 | TĐ | David Sánchez    | 19 tháng 3, 1998 (17 tuổi) |      |     | Olimpia           |
| 19 | TV | Wisdom Quaye     | 8 tháng 4, 1998 (17 tuổi)  |      |     | Vida              |
| 20 | HV | Darwin Diego     | 14 tháng 7, 1999 (16 tuổi) |      |     | Vida              |
| 21 | TM | Henry Mashburn   | 8 tháng 2, 1999 (16 tuổi)  |      |     | Weston            |

### Mali
Huấn luyện viên:  Baye Ba
| Số | VT | Cầu thủ            | Ngày sinh (tuổi)            | Trận | Bàn | Câu lạc bộ                 |
| -- | -- | ------------------ | --------------------------- | ---- | --- | -------------------------- |
| 1  | TM | Samuel Diarra      | 11 tháng 8, 1998 (17 tuổi)  |      |     | ASKO                       |
| 2  | HV | Abdoul Karim Dante | 29 tháng 10, 1998 (16 tuổi) |      |     | Jeanne d'Arc FC            |
| 3  | HV | Chato              | 4 tháng 7, 1998 (17 tuổi)   |      |     | Djoliba AC                 |
| 4  | TV | Dramane Simpara    | 5 tháng 5, 1998 (17 tuổi)   |      |     | CS Duguwolofila            |
| 5  | TV | Mamadou Sangare    | 19 tháng 2, 1998 (17 tuổi)  |      |     | Cercle Olympique de Bamako |
| 6  | HV | Ismaël Traoré      | 2 tháng 1, 1998 (17 tuổi)   |      |     | Centre Salif Keita         |
| 7  | TĐ | Sidiki Maïga       | 28 tháng 12, 1998 (16 tuổi) |      |     | AS Real Bamako             |
| 8  | TV | Moussa Diakité     | 17 tháng 12, 1998 (16 tuổi) |      |     | ASKO                       |
| 9  | TĐ | Aly Malle          | 3 tháng 4, 1998 (17 tuổi)   |      |     | Black Star FC              |
| 10 | TĐ | Mohamed Haidara    | 31 tháng 12, 1998 (16 tuổi) |      |     | Djoliba AC                 |
| 11 | TĐ | Boubacar Traoré    | 24 tháng 5, 1998 (17 tuổi)  |      |     | Jeanne d'Arc FC            |
| 12 | TV | Sory Ibrahim Keita | 5 tháng 2, 1998 (17 tuổi)   |      |     | Danaya AC                  |
| 13 | TV | Bourama Diallo     | 8 tháng 2, 1999 (16 tuổi)   |      |     | ASKO                       |
| 14 | TĐ | Mamady Diarra      | 26 tháng 6, 2000 (15 tuổi)  |      |     | Yeelen FC                  |
| 15 | HV | Mamadou Fofana     | 21 tháng 1, 1998 (17 tuổi)  |      |     | Stade Malien               |
| 16 | TM | Alou Traoré        | 23 tháng 1, 1998 (17 tuổi)  |      |     | Djoliba AC                 |
| 17 | TĐ | Ousmane Diakité    | 25 tháng 6, 2000 (15 tuổi)  |      |     | Yeelen FC                  |
| 18 | TV | Amadou Haidara     | 31 tháng 1, 1998 (17 tuổi)  |      |     | Guidars FC                 |
| 19 | TV | Zoumana Simpara    | 22 tháng 2, 1998 (17 tuổi)  |      |     | ASKO                       |
| 20 | TĐ | Sékou Koïta        | 28 tháng 11, 1999 (15 tuổi) |      |     | USC Kita                   |
| 21 | TM | Drissa Kouyate     | 17 tháng 12, 1998 (16 tuổi) |      |     | Black Star FC              |

## Bảng E

### Costa Rica
Huấn luyện viên:  Marcelo Herrera
| Số | VT | Cầu thủ              | Ngày sinh (tuổi)           | Trận | Bàn | Câu lạc bộ          |
| -- | -- | -------------------- | -------------------------- | ---- | --- | ------------------- |
| 1  | TM | Alejandro Barrientos | 11 tháng 2, 1998 (17 tuổi) |      |     | Saprissa            |
| 2  | HV | Diego Mesén          | 28 tháng 3, 1999 (16 tuổi) |      |     | Alajuelense         |
| 3  | HV | Pablo Arboine        | 3 tháng 4, 1998 (17 tuổi)  |      |     | Santos de Guápiles  |
| 4  | HV | Ian Smith            | 6 tháng 3, 1998 (17 tuổi)  |      |     | Santos de Guápiles  |
| 5  | HV | Esteban González     | 30 tháng 1, 1998 (17 tuổi) |      |     | Saprissa            |
| 6  | HV | Luis Hernández       | 7 tháng 2, 1998 (17 tuổi)  |      |     | Saprissa            |
| 7  | TĐ | Javier Camareno      | 5 tháng 1, 1998 (17 tuổi)  |      |     | Municipal Liberia   |
| 8  | TV | Aaron Murillo        | 2 tháng 3, 1998 (17 tuổi)  |      |     | Alajuelense         |
| 9  | TĐ | Andy Reyes           | 6 tháng 4, 1999 (16 tuổi)  |      |     | Carmelita           |
| 10 | TV | Jonathan Martínez    | 19 tháng 3, 1998 (17 tuổi) |      |     | Carmelita           |
| 11 | TV | Barlon Sequeira      | 25 tháng 5, 1998 (17 tuổi) |      |     | Alajuelense         |
| 12 | TĐ | Sergio Ramírez       | 13 tháng 3, 1998 (17 tuổi) |      |     | Academia Monteverde |
| 13 | TM | Miguel Aju           | 8 tháng 11, 1999 (15 tuổi) |      |     | Alajuelense         |
| 14 | TV | Roberto Córdoba      | 16 tháng 7, 1998 (17 tuổi) |      |     | San Carlos          |
| 15 | TĐ | Kevin Masis          | 5 tháng 1, 1998 (17 tuổi)  |      |     | Santos de Guápiles  |
| 16 | HV | Daniel Villegas      | 6 tháng 1, 1998 (17 tuổi)  |      |     | Alajuelense         |
| 17 | TV | Brandon Salazar      | 13 tháng 3, 1998 (17 tuổi) |      |     | Carmelita           |
| 18 | TM | Patrick Sequeira     | 1 tháng 3, 1999 (16 tuổi)  |      |     | Limón               |
| 19 | HV | Yostin Salinas       | 14 tháng 9, 1998 (17 tuổi) |      |     | Limón               |
| 20 | TV | Eduardo Juárez       | 22 tháng 9, 1998 (17 tuổi) |      |     | Alajuelense         |
| 21 | TĐ | Alonso Solano        | 12 tháng 2, 1998 (17 tuổi) |      |     | Herediano           |

### CHDCND Triều Tiên
Huấn luyện viên:  Yon Kwang-mu
| Số | VT | Cầu thủ        | Ngày sinh (tuổi)            | Trận | Bàn | Câu lạc bộ     |
| -- | -- | -------------- | --------------------------- | ---- | --- | -------------- |
| 1  | TM | Ri Chol-song   | 13 tháng 3, 1998 (17 tuổi)  |      |     | Sobaeksu       |
| 2  | HV | Ri Kuk-hyon    | 30 tháng 10, 1998 (16 tuổi) |      |     | Chobyong       |
| 3  | HV | Kim Wi-song    | 17 tháng 1, 1998 (17 tuổi)  |      |     | Chobyong       |
| 4  | HV | Kim Ho-gyong   | 16 tháng 9, 1999 (16 tuổi)  |      |     | Sobaeksu       |
| 5  | TV | Kang Song-jin  | 5 tháng 10, 1999 (16 tuổi)  |      |     | Amrokgang      |
| 6  | TV | Kim Ye-bom     | 18 tháng 2, 1998 (17 tuổi)  |      |     | Chobyong       |
| 7  | TV | Pak Yong-gwan  | 26 tháng 12, 1998 (16 tuổi) |      |     | Chobyong       |
| 8  | TV | Yon Jun-hyok   | 15 tháng 1, 1998 (17 tuổi)  |      |     | Sobaeksu       |
| 9  | TĐ | Han Kwang-song | 11 tháng 9, 1998 (17 tuổi)  |      |     | Chobyong       |
| 10 | TV | Choe Song-hyok | 8 tháng 2, 1998 (17 tuổi)   |      |     | Chobyong       |
| 11 | TĐ | Jong Chang-bom | 10 tháng 8, 1998 (17 tuổi)  |      |     | Sobaeksu       |
| 12 | TV | Kim Ji-song    | 19 tháng 2, 1999 (16 tuổi)  |      |     | Chobyong       |
| 13 | TĐ | Jong Se-myong  | 11 tháng 3, 1999 (16 tuổi)  |      |     | Sonbong        |
| 14 | HV | Choe Jin-nam   | 20 tháng 11, 1998 (16 tuổi) |      |     | Chobyong       |
| 15 | HV | Kim Yong-saeng | 22 tháng 9, 1998 (17 tuổi)  |      |     | April 25       |
| 16 | TV | O Chung-guk    | 6 tháng 3, 1998 (17 tuổi)   |      |     | Chobyong       |
| 17 | HV | Jang Song-il   | 21 tháng 3, 1998 (17 tuổi)  |      |     | Sobaeksu       |
| 18 | TM | Ryu Hyok       | 18 tháng 1, 1999 (16 tuổi)  |      |     | Wolmido        |
| 19 | TV | Jo Wi-song     | 19 tháng 12, 1998 (16 tuổi) |      |     | Sobaeksu       |
| 20 | TĐ | Ryang Hyon-ju  | 31 tháng 5, 1998 (17 tuổi)  |      |     | Tokyo Korea HS |
| 21 | TM | Jong Ju-song   | 2 tháng 1, 1998 (17 tuổi)   |      |     | Chobyong       |

### Nga
Huấn luyện viên:  Mikhail Galaktionov
| Số | VT | Cầu thủ               | Ngày sinh (tuổi)           | Trận | Bàn | Câu lạc bộ             |
| -- | -- | --------------------- | -------------------------- | ---- | --- | ---------------------- |
| 1  | TM | Denis Adamov          | 20 tháng 2, 1998 (17 tuổi) |      |     | Krasnodar              |
| 2  | HV | Andrei Kudriavtchev   | 6 tháng 11, 1998 (16 tuổi) |      |     | Zenit Saint Petersburg |
| 3  | HV | Konstantin Kotov      | 25 tháng 6, 1998 (17 tuổi) |      |     | Zenit Saint Petersburg |
| 4  | HV | Danil Krugovoy        | 28 tháng 5, 1998 (17 tuổi) |      |     | Zenit Saint Petersburg |
| 5  | TV | Aleksei Tataev        | 8 tháng 10, 1998 (17 tuổi) |      |     | Krasnodar              |
| 6  | TV | Ivan Galanin          | 5 tháng 6, 1998 (17 tuổi)  |      |     | Lokomotiv Moscow       |
| 7  | TV | Dmitri Pletnyov       | 16 tháng 1, 1998 (17 tuổi) |      |     | Zenit Saint Petersburg |
| 8  | TV | Georgi Makhatadze     | 26 tháng 3, 1998 (17 tuổi) |      |     | Lokomotiv Moscow       |
| 9  | TĐ | Fyodor Chalov         | 10 tháng 4, 1998 (17 tuổi) |      |     | CSKA Moscow            |
| 10 | TV | Boris Tsygankov       | 17 tháng 4, 1998 (17 tuổi) |      |     | Spartak Moscow         |
| 11 | TĐ | Aleksandr Lomovitskiy | 27 tháng 1, 1998 (17 tuổi) |      |     | Spartak Moscow         |
| 12 | TM | Aleksandr Maksimenko  | 19 tháng 3, 1998 (17 tuổi) |      |     | Spartak Moscow         |
| 13 | TĐ | Egor Denisov          | 6 tháng 2, 1998 (17 tuổi)  |      |     | Zenit Saint Petersburg |
| 14 | HV | Nikolay Prudnikov     | 1 tháng 1, 1998 (17 tuổi)  |      |     | Chertanovo Moscow      |
| 15 | HV | Semyon Matviychuk     | 1 tháng 5, 1998 (17 tuổi)  |      |     | Dynamo Moscow          |
| 16 | TV | Anatoliy Anisimov     | 23 tháng 5, 1998 (17 tuổi) |      |     | Rubin Kazan            |
| 17 | HV | Pavel Lelyukhin       | 23 tháng 4, 1998 (17 tuổi) |      |     | Spartak Moscow         |
| 18 | HV | Amir Gavrilov         | 13 tháng 6, 1998 (17 tuổi) |      |     | Rubin Kazan            |
| 19 | TV | Konstantin Kuchayev   | 18 tháng 3, 1998 (17 tuổi) |      |     | CSKA Moscow            |
| 20 | TĐ | Andrei Zakharov       | 15 tháng 8, 1998 (17 tuổi) |      |     | Chertanovo Moscow      |
| 21 | TM | Ivan Zirikov          | 6 tháng 2, 1998 (17 tuổi)  |      |     | Dynamo Moscow          |

### Nam Phi
Huấn luyện viên:  Molefi Ntseki
| Số | VT | Cầu thủ             | Ngày sinh (tuổi)            | Trận | Bàn | Câu lạc bộ            |
| -- | -- | ------------------- | --------------------------- | ---- | --- | --------------------- |
| 1  | TM | Sanele Tshabalala   | 12 tháng 5, 1998 (17 tuổi)  |      |     | Bidvest Wits          |
| 2  | TV | Simon Nqoi          | 28 tháng 6, 1998 (17 tuổi)  |      |     | SuperSport United     |
| 3  | HV | Riyaaz Ismail       | 5 tháng 1, 1998 (17 tuổi)   |      |     | Hellenic              |
| 4  | HV | Kateglo Mohamme     | 10 tháng 3, 1998 (17 tuổi)  |      |     | SuperSport United     |
| 5  | TV | Athenkosi Dlala     | 6 tháng 2, 1998 (17 tuổi)   |      |     | SuperSport United     |
| 6  | HV | Notha Ngcobo        | 10 tháng 1, 1999 (16 tuổi)  |      |     | Mamelodi Sundowns     |
| 7  | TV | Vuyo Mantjie        | 22 tháng 6, 1998 (17 tuổi)  |      |     | Harmony Academy       |
| 8  | TV | Sibongakonke Mbatha | 1 tháng 1, 1998 (17 tuổi)   |      |     | School of Exellence   |
| 9  | TĐ | Luvuyo Mkatshana    | 20 tháng 4, 1998 (17 tuổi)  |      |     | Bidvest Wits          |
| 10 | TV | Nelson Maluleke     | 1 tháng 4, 1998 (17 tuổi)   |      |     | SuperSport United     |
| 11 | TV | Sphephelo Sithole   | 3 tháng 3, 1999 (16 tuổi)   |      |     | Kwazulu Natal Academy |
| 12 | TV | Wiseman Meyiwa      | 27 tháng 12, 1999 (15 tuổi) |      |     | Kaizer Chiefs         |
| 13 | HV | Thendo Mukumela     | 30 tháng 1, 1998 (17 tuổi)  |      |     | Mamelodi Sundowns     |
| 14 | TV | Tebogo Qinisile     | 13 tháng 5, 1998 (17 tuổi)  |      |     | Bloemfontein Celtic   |
| 15 | HV | Keanu Cupido        | 15 tháng 1, 1998 (17 tuổi)  |      |     | Diambars Academy      |
| 16 | TM | Mondli Mpoto        | 24 tháng 7, 1998 (17 tuổi)  |      |     | SuperSport United     |
| 17 | TĐ | Khanyisa Mayo       | 27 tháng 8, 1998 (17 tuổi)  |      |     | SuperSport United     |
| 18 | TĐ | Dylan Stoffels      | 18 tháng 1, 1999 (16 tuổi)  |      |     | AmaZulu               |
| 19 | TĐ | Kobamelo Kodisang   | 28 tháng 8, 1999 (16 tuổi)  |      |     | Platinum Stars        |
| 20 | TV | Reeve Frosler       | 11 tháng 1, 1998 (17 tuổi)  |      |     | Bidvest Wits          |
| 21 | TM | Walter Kubheka      | 7 tháng 1, 1999 (16 tuổi)   |      |     | Mamelodi Sundowns     |

## Bảng F

### Pháp
Huấn luyện viên:  Jean-Claude Giuntini
| Số | VT | Cầu thủ               | Ngày sinh (tuổi)            | Trận | Bàn | Câu lạc bộ          |
| -- | -- | --------------------- | --------------------------- | ---- | --- | ------------------- |
| 1  | TM | Luca Zidane           | 13 tháng 5, 1998 (17 tuổi)  |      |     | Real Madrid         |
| 2  | HV | Peter Ouaneh          | 4 tháng 4, 1998 (17 tuổi)   |      |     | Lorient             |
| 3  | HV | Mamadou Doucoure      | 21 tháng 5, 1998 (17 tuổi)  |      |     | Paris Saint-Germain |
| 4  | HV | Hugo Mesbah           | 1 tháng 2, 1998 (17 tuổi)   |      |     | Tours               |
| 5  | HV | Dayot Upamecano       | 27 tháng 10, 1998 (16 tuổi) |      |     | Red Bull Salzburg   |
| 6  | TV | Jean Ruiz             | 6 tháng 4, 1998 (17 tuổi)   |      |     | Sochaux             |
| 7  | TV | Alexis Claude-Maurice | 6 tháng 6, 1998 (17 tuổi)   |      |     | Lorient             |
| 8  | TĐ | Odsonne Edouard       | 16 tháng 1, 1998 (17 tuổi)  |      |     | Paris Saint-Germain |
| 9  | TĐ | Jeff Reine-Adélaïde   | 17 tháng 1, 1998 (17 tuổi)  |      |     | Arsenal             |
| 10 | TV | Timothé Cognat        | 25 tháng 1, 1998 (17 tuổi)  |      |     | Lyon                |
| 11 | TV | Nicolas Janvier       | 11 tháng 8, 1998 (17 tuổi)  |      |     | Rennes              |
| 12 | TV | Bilal Boutobba        | 29 tháng 8, 1998 (17 tuổi)  |      |     | Marseille           |
| 13 | TV | Lamine Fomba          | 26 tháng 1, 1998 (17 tuổi)  |      |     | Auxerre             |
| 14 | HV | Faitout Maouassa      | 6 tháng 7, 1998 (17 tuổi)   |      |     | Nancy               |
| 15 | TĐ | Maxime Pelican        | 12 tháng 5, 1998 (17 tuổi)  |      |     | Toulouse            |
| 16 | TM | Numan Bostan          | 31 tháng 1, 1998 (17 tuổi)  |      |     | Toulouse            |
| 17 | HV | Issa Samba            | 29 tháng 1, 1998 (17 tuổi)  |      |     | Auxerre             |
| 18 | TĐ | Jonathan Ikoné        | 2 tháng 5, 1998 (17 tuổi)   |      |     | Paris Saint-Germain |
| 19 | TV | Lorenzo Callegari     | 27 tháng 2, 1998 (17 tuổi)  |      |     | Paris Saint-Germain |
| 20 | HV | Alec Georgen          | 17 tháng 9, 1998 (17 tuổi)  |      |     | Paris Saint-Germain |
| 21 | TM | Loïc Badiashile       | 5 tháng 2, 1998 (17 tuổi)   |      |     | Monaco              |

### New Zealand
Huấn luyện viên:  Danny Hay
| Số | VT | Cầu thủ              | Ngày sinh (tuổi)            | Trận | Bàn | Câu lạc bộ                  |
| -- | -- | -------------------- | --------------------------- | ---- | --- | --------------------------- |
| 1  | TM | Michael Woud         | 16 tháng 1, 1999 (16 tuổi)  |      |     | Bay Olympic                 |
| 2  | HV | Jack-Henry Sinclair  | 23 tháng 2, 1998 (17 tuổi)  |      |     | North Shore United          |
| 3  | HV | Liam Jones           | 18 tháng 1, 1999 (16 tuổi)  |      |     | Western Suburbs             |
| 4  | TV | Oliver Ceci          | 22 tháng 2, 1998 (17 tuổi)  |      |     | North Shore United          |
| 5  | HV | Liam Williams        | 17 tháng 7, 1998 (17 tuổi)  |      |     | Western Springs             |
| 6  | HV | Benjamin Mata        | 10 tháng 8, 1998 (17 tuổi)  |      |     | Onehunga Sports             |
| 7  | TV | Sarpreet Singh       | 20 tháng 2, 1999 (16 tuổi)  |      |     | Wellington United           |
| 8  | TV | Dane Schnell         | 14 tháng 5, 1999 (16 tuổi)  |      |     | Western Springs             |
| 9  | TĐ | Connor Probert       | 6 tháng 4, 1998 (17 tuổi)   |      |     | Western Springs             |
| 10 | TĐ | Logan Rogerson       | 28 tháng 5, 1998 (17 tuổi)  |      |     | Wellington United           |
| 11 | TĐ | James McGarry        | 9 tháng 4, 1998 (17 tuổi)   |      |     | Wellington United           |
| 12 | TM | Reuben Clark         | 4 tháng 8, 1998 (17 tuổi)   |      |     | Onehunga Sports             |
| 13 | TV | Joe Bell             | 27 tháng 4, 1999 (16 tuổi)  |      |     | Miramar Rangers             |
| 14 | TV | Owen Parker-Price    | 10 tháng 12, 1998 (16 tuổi) |      |     | Western Suburbs             |
| 15 | HV | Luke Johnson         | 15 tháng 4, 1998 (17 tuổi)  |      |     | North Shore United          |
| 16 | HV | Hunter Ashworth      | 8 tháng 1, 1998 (17 tuổi)   |      |     | University of San Francisco |
| 17 | TV | Callum McCowatt      | 30 tháng 4, 1999 (16 tuổi)  |      |     | Western Suburbs             |
| 18 | TĐ | Wali Mohammadi       | 21 tháng 1, 1999 (16 tuổi)  |      |     | Western Suburbs             |
| 19 | TĐ | Sean Skeens          | 12 tháng 9, 1998 (17 tuổi)  |      |     | Birkenhead United           |
| 20 | TĐ | Lucas Imrie          | 20 tháng 5, 1998 (17 tuổi)  |      |     | Central United              |
| 21 | TM | Christian Woodbridge | 19 tháng 3, 1998 (17 tuổi)  |      |     | Onehunga Sports             |

### Paraguay
Huấn luyện viên:  Carlos Jara Saguier
| Số | VT | Cầu thủ               | Ngày sinh (tuổi)            | Trận | Bàn | Câu lạc bộ       |
| -- | -- | --------------------- | --------------------------- | ---- | --- | ---------------- |
| 1  | TM | Gabriel Perrota       | 26 tháng 12, 1998 (16 tuổi) |      |     | Nacional         |
| 2  | HV | Rodi Ferreira         | 29 tháng 5, 1998 (17 tuổi)  |      |     | Olimpia          |
| 3  | HV | Luis Giménez          | 1 tháng 8, 1998 (17 tuổi)   |      |     | Olimpia          |
| 4  | HV | Blás Riveros          | 3 tháng 2, 1998 (17 tuổi)   |      |     | Olimpia          |
| 5  | HV | Marcelo Arce          | 24 tháng 3, 1998 (17 tuổi)  |      |     | Olimpia          |
| 6  | TV | Arturo Aranda         | 20 tháng 4, 1998 (17 tuổi)  |      |     | Olimpia          |
| 7  | TV | Jorge Morel           | 22 tháng 1, 1998 (17 tuổi)  |      |     | Libertad         |
| 8  | TV | Cristian Paredes      | 18 tháng 5, 1998 (17 tuổi)  |      |     | Guarani          |
| 9  | TĐ | Sebastián Ferreira    | 13 tháng 2, 1998 (17 tuổi)  |      |     | Sol de América   |
| 10 | TĐ | Sergio Díaz           | 5 tháng 3, 1998 (17 tuổi)   |      |     | Cerro Porteño    |
| 11 | TV | Josué Colmán          | 25 tháng 7, 1998 (17 tuổi)  |      |     | Cerro Porteño    |
| 12 | TM | Miguel Ángel Martínez | 29 tháng 9, 1998 (17 tuổi)  |      |     | General Díaz     |
| 13 | HV | Fernando Lomaquis     | 5 tháng 9, 1998 (17 tuổi)   |      |     | Rubio Ñu         |
| 14 | HV | Óscar Rodas           | 8 tháng 2, 1998 (17 tuổi)   |      |     | Olimpia          |
| 15 | HV | Juan Miguel Ojeda     | 4 tháng 4, 1998 (17 tuổi)   |      |     | Sportivo Luqueño |
| 16 | TV | Nery Balbuena         | 18 tháng 6, 1998 (17 tuổi)  |      |     | Nacional         |
| 17 | TV | Marcelino Ñamandú     | 28 tháng 7, 1999 (16 tuổi)  |      |     | Rubio Ñu         |
| 18 | TV | Ricardo Gabazza       | 21 tháng 1, 1999 (16 tuổi)  |      |     | Libertad         |
| 19 | TĐ | René Cabrera          | 16 tháng 4, 1998 (17 tuổi)  |      |     | Nacional         |
| 20 | TĐ | Julio Villalba        | 17 tháng 9, 1998 (17 tuổi)  |      |     | Cerro Porteño    |
| 21 | TM | Óscar Benítez         | 10 tháng 7, 1998 (17 tuổi)  |      |     | Rubio Ñu         |

### Syria
Huấn luyện viên:  Mohammad Al-Attar
| Số | VT | Cầu thủ                | Ngày sinh (tuổi)           | Trận | Bàn | Câu lạc bộ       |
| -- | -- | ---------------------- | -------------------------- | ---- | --- | ---------------- |
| 1  | TM | William Ghannam        | 1 tháng 1, 1998 (17 tuổi)  |      |     | Al-Majd          |
| 2  | HV | Taha Al-Aek            | 2 tháng 1, 1998 (17 tuổi)  |      |     | Al-Karamah       |
| 3  | HV | Omar Lahlah            | 4 tháng 1, 1998 (17 tuổi)  |      |     | Taliya           |
| 4  | HV | Hassan Al-Damen        | 20 tháng 1, 1998 (17 tuổi) |      |     | Al-Ittihad       |
| 5  | TV | Hassan Al-Nadaf        | 10 tháng 1, 1998 (17 tuổi) |      |     | Al-Kiswah        |
| 6  | TV | Mohammad Loulou        | 1 tháng 1, 1998 (17 tuổi)  |      |     | Baniyas Refinery |
| 7  | TV | Basel Kawabi           | 3 tháng 1, 1998 (17 tuổi)  |      |     | Al-Ittihad       |
| 8  | TV | Mohammad Al-Hallak     | 1 tháng 1, 1999 (16 tuổi)  |      |     | Al-Kiswah        |
| 9  | TĐ | Naem Ghezal Naem       | 2 tháng 5, 1998 (17 tuổi)  |      |     | Tishreen         |
| 10 | TV | Abdulrahman Al-Barakat | 1 tháng 1, 1998 (17 tuổi)  |      |     | Al-Jazeera       |
| 11 | TĐ | Anas Al-Aji            | 7 tháng 1, 1998 (17 tuổi)  |      |     | Al-Wahda         |
| 12 | TV | Amin Akil              | 9 tháng 2, 1999 (16 tuổi)  |      |     | Hutteen          |
| 13 | TĐ | Mohammad Zid Gharir    | 10 tháng 1, 1998 (17 tuổi) |      |     | Al-Karamah       |
| 14 | HV | Mohammad Khoja         | 1 tháng 1, 1998 (17 tuổi)  |      |     | Jableh           |
| 15 | HV | Mohammad Al-Kadour     | 4 tháng 3, 1998 (17 tuổi)  |      |     | Al-Karamah       |
| 16 | TV | Kamel Koaeh            | 1 tháng 1, 1998 (17 tuổi)  |      |     | Al-Shurta        |
| 17 | HV | Sardar Sulaiman        | 1 tháng 1, 1998 (17 tuổi)  |      |     | Al-Jihad         |
| 18 | TĐ | Abdulhadi Shalha       | 19 tháng 1, 1999 (16 tuổi) |      |     | Al-Wahda         |
| 19 | TV | Ahmad Al-Khassi        | 27 tháng 4, 1999 (16 tuổi) |      |     | Al-Jaish         |
| 20 | TM | Omar Kadije            | 1 tháng 1, 1998 (17 tuổi)  |      |     | Hutteen          |
| 21 | TM | Ghaith Sulaiman        | 3 tháng 1, 1998 (17 tuổi)  |      |     | Tishreen         |